# Garry Winogrand
Garry Winogrand (New York, 14 gennaio 1928 – Tijuana, 19 marzo 1984) è stato un fotografo statunitense.

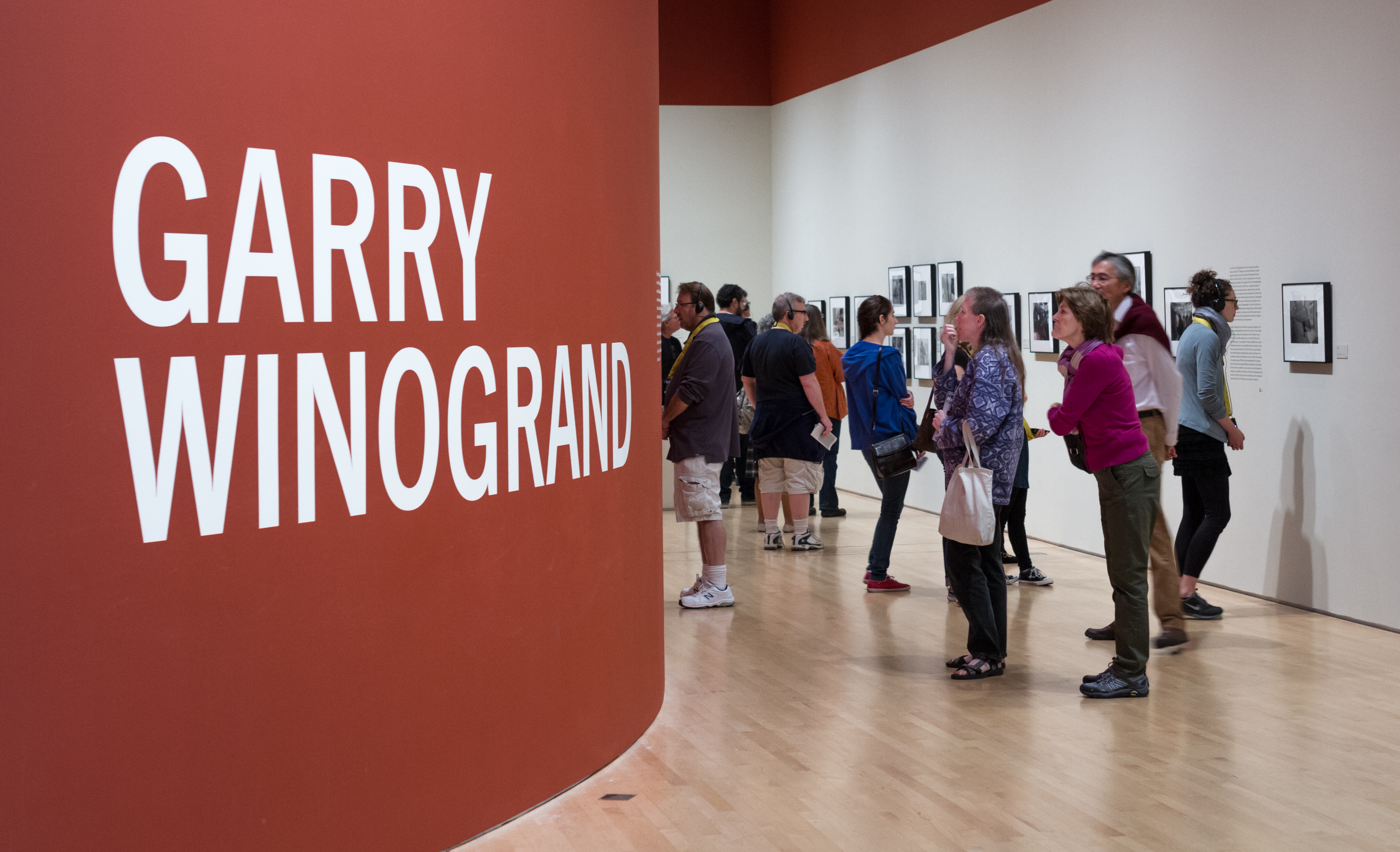
Mostra

Lavorò principalmente a New York e Los Angeles, protagonista indiscusso della street photography statunitense. Morì di cancro in Messico all'età di 56 anni.

## La formazione
Nel 1948 studiò pittura e fotografia alla Columbia University di New York, successivamente frequentò un corso di fotogiornalismo presso la  New School for Social Research, tenuto da Alexey Brodovitch.
Alcuni anni dopo, tenne numerose lezioni di fotografia presso l'Università del Texas di Austin e l'Institute of Design di Chicago.
La fotografia sociale di Walker Evans e Robert Frank fu di grande ispirazione per Winogrand e per il suo progetto di cattura pragmatica della realtà statunitense e del modo in cui reagì alla Grande depressione degli anni trenta.
Winogrand credeva che per descrivere uno stato d'animo, in fotografia, bisognasse cogliere l'attimo: amò di conseguenza anche lo stile di Henri Cartier-Bresson per la mancanza di progettazione del soggetto.

## L'arte
Dal 1960 in poi, Winogrand portò avanti un capillare lavoro di reportage sulla società americana, scattando un numero incredibilmente alto di fotografie nei luoghi di quotidiana frequentazione cittadina. Si recò spesso in giro per New York, con Lee Friedlander, per immortalare scene di vita vissuta. Accompagnò questa fervente passione al costante lavoro di giornalista freelance. A questi scopi utilizzava una rapida macchina fotografica a telemetro Leica M4 e lenti grandangolari con messa a fuoco manuale.
La sua prima esposizione di rilievo si tenne nel 1963 al Museum of Modern Art di New York (MOMA). Nel 1966 espose le sue foto all'interno della mostra Toward a social landscape alla George Eastman House di Rochester (New York) insieme a Friedlander. Con lui e Diane Arbus, nel 1967, partecipò alla mostra New Documents, al MOMA.
Vinse tre Guggenheim Fellowship Awards (1964, 1969 e 1979) e un National Endowment of the Arts Award (1979).
Tra i suoi portfolio più celebri figurano The Animals (1969), una raccolta di significative immagini scattate allo zoo del Bronx e all'acquario di Coney Island, Women are beautiful (1975), omaggio alla bellezza femminile in luoghi e situazioni differenti, Public relations (1977), in cui dedicò la sua attenzione alla risonanza dei media sulle reazioni della gente, e Fort Worth Fat Stock Show and Rodeo (1980).
Alla sua morte,  avvenuta nel 1984 all'età di 56 anni a causa di un tumore alla colecisti, lasciò inedito un enorme archivio di 300.000 immagini, molte delle quali mai sviluppate. Alcune di queste vennero raccolte, esposte e pubblicate dal MOMA in un volume dal titolo Winogrand, Figments from the Real World.